# Janselibach
Der Janselibach, auch Janselbach genannt, ist ein rund 1,25 Kilometer langer, rechter Nebenfluss des Holzmannbaches in der Steiermark.

## Verlauf
Der Janselibach entsteht im westlichen Teil der Gemeinde Kainach bei Voitsberg, im westlichen Teil der Katastralgemeinde Kainach, im Südwesten der Streusiedlung Breitenbach, südwestlich des Hofes Neubauer und nördlich des Hofes Wascher. Er fließt zuerst in einem flachen Rechtsbogen und anschließend relativ gerade insgesamt nach Nordosten. Im Norden der Katastralgemeinde Kainach mündet er im nördlichen Teil von Breitenbach sowie nordöstlich des Hofes Jansel und direkt südwestlich der Landesstraße L 341, der Kainacherstraße, in den Holzmannbach, der kurz danach nach links abbiegt.
Auf seinem Lauf nimmt der Janselibach von rechts vier kleinere und unbenannte Wasserläufe auf.